# NGC 5949
NGC 5949 ist eine spiralförmige Zwerggalaxie vom Hubble-Typ Sbc im Sternbild Drache am Nordsternhimmel. Sie ist schätzungsweise 27 Millionen Lichtjahre von der Milchstraße entfernt und hat einen Durchmesser von etwa 15.000 Lichtjahren.
Das Objekt wurde am 28. November 1801 von William Herschel entdeckt.